# Conus sertacinctus
Conus sertacinctus е вид охлюв от семейство Conidae. Видът не е застрашен от изчезване.

## Разпространение и местообитание
Разпространен е в Индия (Андхра Прадеш, Карнатака, Керала и Тамил Наду), Индонезия (Малки Зондски острови), Маршалови острови, Папуа Нова Гвинея (Бисмарк), Соломонови острови и Филипини.
Обитава пясъчните дъна на морета.